# Щербатівка (Волгоградська область)
Щербатівка (рос. Щербатовка) — село у Камишинському районі Волгоградської області Російської Федерації.
Населення становить 210  осіб. Входить до складу муніципального утворення Воднобуєрачне сельское поселение.

## Історія
Село розташоване у межах українського історичного та культурного регіону Жовтий Клин.
Згідно із законом від 5 березня 2005 року № 1022-ОД органом місцевого самоврядування є Воднобуєрачне сельское поселение.

## Населення
| 1767  | 1773  | 1788  | 1798  | 1816  | 1834  | 1850  |
| ----- | ----- | ----- | ----- | ----- | ----- | ----- |
| 171   | ↗229  | ↗348  | ↗403  | ↗668  | ↗1331 | ↗2065 |
| 1859  | 1886  | 1897  | 1905  | 1911  | 1920  | 1922  |
| ↗2543 | ↘1793 | ↘1584 | ↗3927 | ↗4164 | ↘2402 | ↘1862 |
| 1926  | 1931  | 2010  |       |       |       |       |
| ↘1536 | ↗2071 | ↘210  |       |       |       |       |